# ماریا چیوورچیان
ماریا چیوورچیان (رومانیایی: Maria Chivorchian؛ زادهٔ ۲۷ اوت ۱۹۸۲) بازیکن والیبال ارمنی‌تبار اهل رومانی است. وی دختر گئورگه چیوورچیان می‌باشد. ماریا عضو تیم ملی والیبال زنان رومانی بود.